# Willy Polleunis
Willy Polleunis (Hasselt, 27 december 1947) is een Belgische voormalige atleet, die gespecialiseerd was in de lange afstand en het veldlopen. Hij veroverde zes Belgische titels en nam driemaal deel aan de Olympische Spelen, maar veroverde bij die gelegenheden geen eremetaal.

## Loopbaan

### Olympische prestaties
Polleunis nam voor het eerst deel aan de Spelen van 1968 in Mexico-Stad, waar hij uitkwam op de 10.000 m, waarin hij moest opgeven tijdens zijn reeks. Op de Olympische Spelen van 1972 in München kwam hij uit op de 5000 en 10.000 m. Op het eerste nummer kon hij zich niet plaatsen voor de finale; wel op de 10.000 m, waarin hij veertiende werd. Het beste resultaat behaalde hij op de Olympische Spelen van 1976 in Montreal. Hij won daar zijn reeks van de 5000 m en liep in de finale naar een zesde plaats in een tijd van 13.26,99.

### Belgische prestaties
In 1971 verhuisde Polleunis, die afkomstig is van Loksbergen, naar Leuven. Hij veranderde daarbij van club; hij ging van F.C. Luik naar het plaatselijke Daring Club Leuven, de club van onder meer Gaston Roelants. Hij bleef bij Daring Club Leuven tot 1980, toen hij voor Olympic Brugge ging lopen. In 1971 werd hij Belgisch kampioen in het veldlopen (bij afwezigheid van Roelants, die al tienmaal kampioen was geworden), evenals op de 10.000 m. Hij werd nog tweemaal Belgisch kampioen veldlopen: in 1973 en 1978. 
Polleunis werd Belgisch kampioen op de 5000 m in 1976 en 1979. Bekendst is echter zijn prestatie op het nationale kampioenschap 10.000 m van 1973. Daar werd hij zegevierend in de laatste meters geklopt door Karel Lismont.

### Als gangmaker naar WR
Op 20 september 1972 fungeerde Willy Polleunis in Brussel als gangmaker voor Gaston Roelants, die het wereldrecord op de 20 km en het werelduurrecord aanviel. Op het punt van de 10 Engelse mijl kwam Polleunis echter als eerste door en vestigde het eerste van de drie wereldrecords in die race (10 mijl in 46.04.2).

### Zilver op EK indoor
Op de Europese indoorkampioenschappen van 1973 in Rotterdam won hij het zilver op de 3000 m, achter zijn clubgenoot Miel Puttemans.

### WK veldlopen
In 1973 was Polleunis op de eerste wereldkampioenschappen veldlopen in Waregem de beste Belg op de vijfde plaats. Dat jaar won hij met de Belgische ploeg het landenklassement. In 1977 droeg hij met een 22e plaats op het WK in Düsseldorf bij tot een nieuwe Belgische overwinning in het landenklassement.

## Kampioenschappen

### Internationale kampioenschappen
| Onderdeel | Titel               | Jaar       |
| --------- | ------------------- | ---------- |
| veldlopen | landenklassement WK | 1973, 1977 |

### Belgische kampioenschappen
| onderdeel | jaar             |
| --------- | ---------------- |
| 5000 m    | 1976, 1979       |
| 10.000 m  | 1971             |
| veldlopen | 1971, 1973, 1978 |

## Persoonlijke records
| Onderdeel | Prestatie       | Datum             | Plaats    |
| --------- | --------------- | ----------------- | --------- |
| 2000 m    | 4.57,1 (ex-NR)  | 21 september 1978 | Kessel-Lo |
| 3000 m    | 7.44,4          | 1 september 1976  | Keulen    |
| 5000 m    | 13.23,2         | 8 september 1979  | Leuven    |
| 10.000 m  | 28.07,6         | 14 september 1973 | Brussel   |
| 10 mijl   | 46.04,2 (ex-WR) | 20 september 1972 | Brussel   |
| uur       | 20,518 km       | 20 september 1972 | Brussel   |

## Palmares

### 3000 m
- 1973 :  EK indoor – 7.51,86[3]

### 5000 m
- 1968:  BK AC - 14.14,4
- 1969:  BK AC - 14.26,2
- 1972: 5e reeks OS - 13.52,6
- 1973:  BK AC - 14.04,0
- 1973:  Zuid-Afrikaanse Spelen - 14.11,6 (2000 m hoogte)
- 1974:  BK AC - 13.46,2
- 1974: 15e EK in Rome – 14.23,2
- 1976: 6e OS - 13.26,99[3]
- 1976:  BK AC - 13.55,8
- 1977:  BK AC - 14.02,1
- 1978:  BK AC - 13.43,2
- 1978: 10e reeks EK in Praag – 14.24,5
- 1978:  Memorial Van Damme – 13.24,0
- 1979:  BK AC – 13.51,3
- 1980:  Memorial Van Damme – 13.23,9

### 10.000 m
- 1968: DNF OS[3]
- 1969:  BK AC - 29.47,4
- 1970:  BK AC - 29.45,4
- 1971:  BK AC - 29.36,4
- 1972: 14e OS – 29.10,15[3]
- 1973:  BK AC -28.55,4[3]
- 1974:  BK AC - 28.47,8
- 1974: DNF EK in Rome
- 1979:  BK AC - 28.12,0

### Veldlopen
- 1968:  BK AC
- 1969:  BK AC
- 1969: 15e WK in Glasgow
- 1971:  BK AC
- 1972:  BK AC
- 1973:  BK AC
- 1973: 5e WK in Waregem
- 1973:  landenklassement WK
- 1976: 27e WK in Chepstow
- 1976:  landenklassement WK
- 1977: 22e WK in Düsseldorf
- 1977:  landenklassement WK
- 1978:  BK AC
- 1979: 59e WK in Limerick
- 1980  BK AC in Waregem
- 1980: DNF WK in Parijs

## Onderscheidingen
- 1968: Gouden Spike